# Ivo Garrani
Ivo Garrani (Introdacqua, 6 febbraio 1924 – Roma, 25 marzo 2015) è stato un attore e doppiatore italiano.

## Biografia
Esordì sul palcoscenico nel 1943 con la compagnia di Carlo Tamberlani, nella quale si impose per le sue doti d'attore controllato ed efficace, dando inizio a una proficua carriera che lo portò, negli anni, a lavorare al fianco di grandi interpreti come Rina Morelli, Paolo Stoppa, Diana Torrieri, Elsa Merlini, Gino Cervi, Andreina Pagnani, poi Giancarlo Sbragia ed Enrico Maria Salerno - insieme ai quali fondò nel 1960 la compagnia Attori Associati - Valeria Valeri, Luigi Vannucchi, Valentina Fortunato, Sergio Fantoni. Oltre che per la ricca attività teatrale, cinematografica e (in misura minore) televisiva, Garrani lavorò in più occasioni per la radio, soprattutto sotto la direzione di Guglielmo Morandi e Anton Giulio Majano.
Nei primi anni di programmazione, si propose in ruoli di caratterista, come Rodriguez ne L'Alfiere (1956), Erode in Capitan Fracassa, Ikmenev in Umiliati e offesi (entrambi del 1958), Long John Silver ne L'isola del tesoro (1959), Mike in Ragazza mia (1960) e Porfirij Petrovič in Delitto e castigo (1963) di Majano. Tra le pièce di cui fu protagonista vanno ricordate l'originale radiofonico Un servizio di guerra di Renzo Rosso (1956), vincitore del Premio per opere radiofoniche di prosa indetto dalla Rai; Il pantografo (1960) di Luigi Squarzina; Sacco e Vanzetti (1960), rievocazione teatrale affidata alla regia di Giancarlo Sbragia, in cui Garrani recita accanto a Gian Maria Volonté; Vivere come porci, dramma di John Arden trasmesso nel 1968 e Un borghese napoletano (1986) di Antonio Ghirelli e Sergio Romano, in cui impersonava Benedetto Croce, per la regia di Michele Mirabella.

Ivo Garrani nel 1960

Grande popolarità gli assicurò a metà degli anni sessanta il ruolo del padre di Giannino Stoppani, nella miniserie televisiva Il giornalino di Gian Burrasca (1964) di Lina Wertmüller; sempre per la TV dei ragazzi partecipò alla serie Jo Gaillard (1976). La sua carriera televisiva e cinematografica proseguì ininterrotta tra gli anni sessanta e novanta: nel 1963 interpretò Roberto Farinacci nel film di Carlo Lizzani Il processo di Verona; nel 1970, fu il maresciallo Soult nel kolossal di Sergej Fëdorovič Bondarčuk Waterloo; nel 1974 è l'avvocato Nicolò Lombardo in Bronte: cronaca di un massacro che i libri di storia non hanno raccontato, diretto da Florestano Vancini; nel 1977 è il protagonista dell'originale Lo scandalo della Banca Romana; prese, infine, parte allo sceneggiato Una donna.
Ha preso inoltre parte a vari sceneggiati radiofonici, tra cui Al paradiso delle signore, adattamento radiofonico di Gaston da Venezia del romanzo di Émile Zola mandato in onda nel maggio-giugno 1972 e, nel 1996, Il mercante di fiori di Diego Cugia. Tra le interpretazioni teatrali più intense, si ricorda il Giulio Cesare di Shakespeare per la regia di Strehler, proposto dal Piccolo di Milano nel 1954 e mandato in onda dalla radio nel giugno 1964 in occasione delle celebrazioni shakespeariane.
Negli anni Novanta è sul piccolo schermo con, tra l'altro, la serie Quattro storie di donne (1989), Piazza di Spagna (1992), L'ispettore anticrimine (1993), La scalata (1993), In nome della famiglia (1997). Nel 2000 ha partecipato al progetto di rilancio voluto da Radiorai di otto testi radiofonici scritti da Federico Fellini. Nel 2001 ha recitato nella soap opera Un posto al sole vestendo i panni di Costantino Poggi, ed è stato presente in un episodio della serie Non lasciamoci più. Dopo questa partecipazione, ne ha fatte diverse altre in varie fiction televisive italiane, tra cui si segnalano Senso di colpa del 2000 per la regia di Massimo Spano, e la nona e decima stagione di Incantesimo, del 2007 e 2008.
È morto nel sonno il 25 marzo 2015. Riposa nella tomba di famiglia al cimitero del Verano. Ad annunciarne la morte è stato il figlio Toni con il seguente post su Facebook:
(Toni Garrani)

## Filmografia

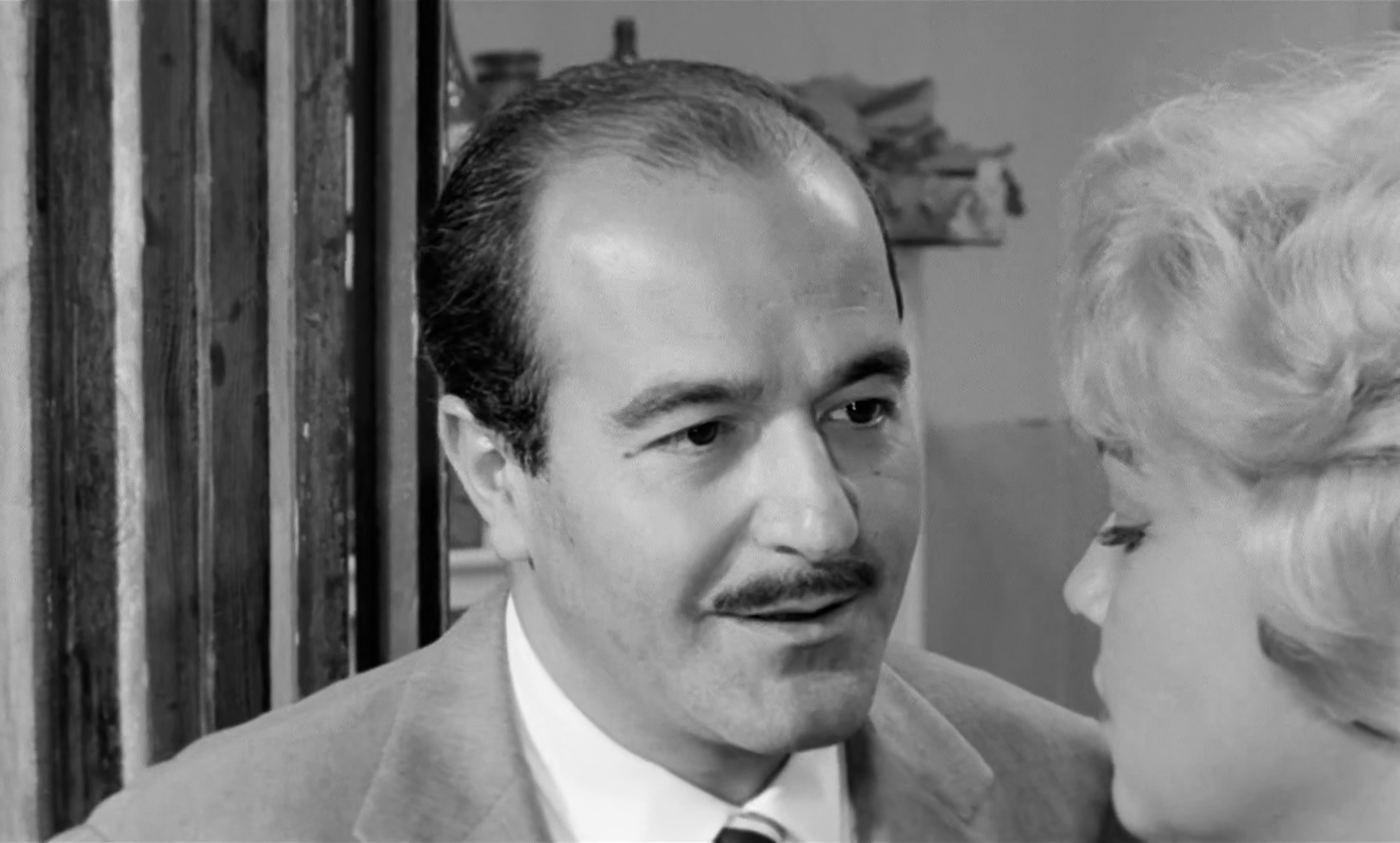
Ivo Garrani e Simone Signoret in una scena del film Adua e le compagne (1960)

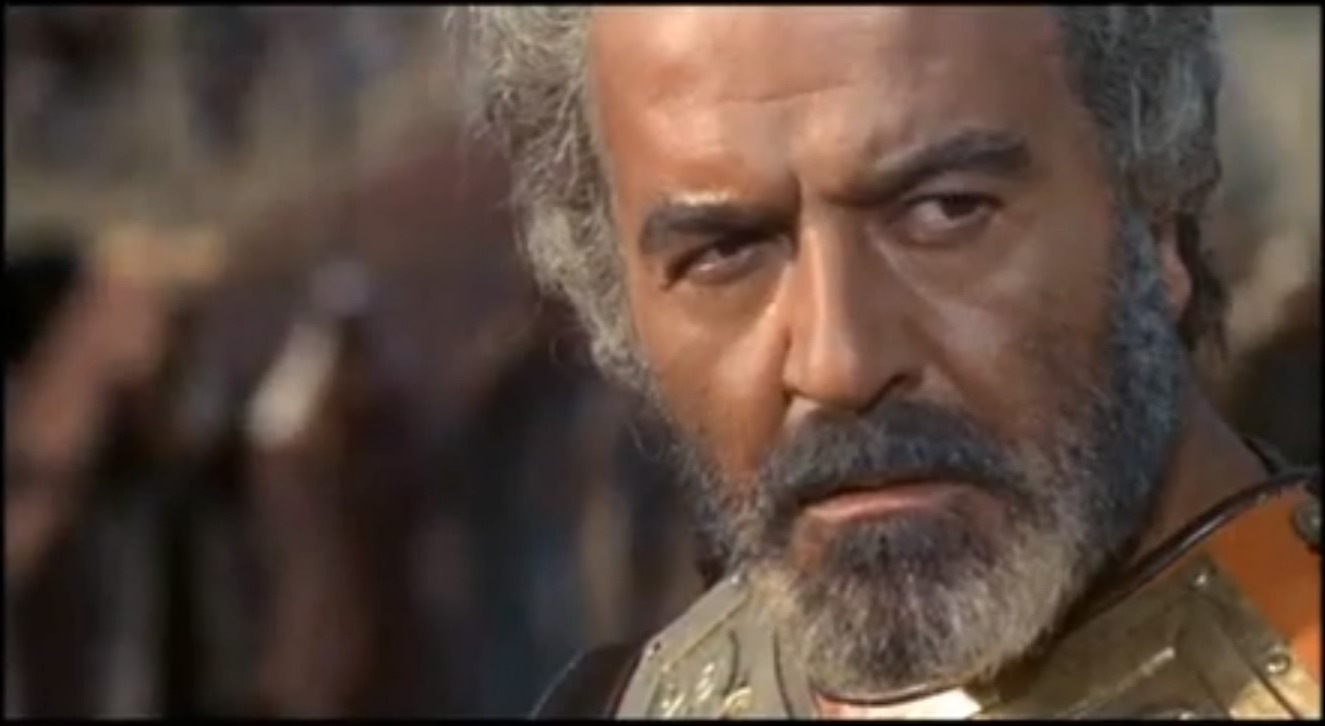
Ivo Garrani nel film I grandi condottieri (1965)

### Cinema
- Ragazze da marito, regia di Eduardo De Filippo (1952)
- Orient Express, regia di Carlo Ludovico Bragaglia (1954)
- Le diciottenni, regia di Mario Mattoli (1955)
- La rivale, regia di Anton Giulio Majano (1955)
- Orlando e i paladini di Francia, regia di Pietro Francisci (1956)
- Terrore sulla città, regia di Anton Giulio Majano (1957)
- Città di notte, regia di Leopoldo Trieste (1958)
- Le fatiche di Ercole, regia di Pietro Francisci (1958)
- Afrodite, dea dell'amore, regia di Mario Bonnard (1958)
- La morte viene dallo spazio, regia di Paolo Heusch (1958)
- Vento del Sud, regia di Enzo Provenzale (1959)
- Il padrone delle ferriere, regia di Anton Giulio Majano (1959)
- La grana (Le Fric), regia di Maurice Cloche (1959)
- Il generale Della Rovere, regia di Roberto Rossellini (1959)
- La battaglia di Maratona, regia di Jacques Tourneur (1959)
- La strada dei giganti, regia di Guido Malatesta (1960)
- L'ultimo zar, regia di Pierre Chenal (1960)
- Il gobbo, regia di Carlo Lizzani (1960)
- Cartagine in fiamme, regia di Carmine Gallone (1960)
- La maschera del demonio, regia di Mario Bava (1960)
- Seddok, l'erede di Satana, regia di Anton Giulio Majano (1960)
- Adua e le compagne, regia di Antonio Pietrangeli (1960)
- Morgan il pirata, regia di André De Toth e Primo Zeglio (1960)
- I sogni muoiono all'alba, regia di Mario Craveri e Enrico Gras (1961)
- Ercole alla conquista di Atlantide, regia di Vittorio Cottafavi (1961)
- La città prigioniera, regia di Joseph Anthony (1962)
- Dieci italiani per un tedesco (Via Rasella), regia di Filippo Walter Ratti (1962)
- Il figlio di Spartacus, regia di Sergio Corbucci (1962)
- Marcia o crepa, regia di Frank Wisbar (1962)
- Il giorno più corto, regia di Sergio Corbucci (1963)
- Il processo di Verona, regia di Carlo Lizzani (1963)
- Il Gattopardo, regia di Luchino Visconti (1963)
- Senza sole né luna, regia di Luciano Ricci (1964)
- I promessi sposi, regia di Mario Maffei (1964)
- Cyrano e D'Artagnan, regia di Abel Gance (1964)
- La jeune morte, regia di Claude Faraldo e Roger Pigaut (1965)
- Casanova '70, regia di Mario Monicelli (1965)
- I grandi condottieri, regia di Marcello Baldi e Francisco Pérez-Dolz (1965)
- L'avventuriero, regia di Terence Young (1967)
- La cintura di castità, regia di Pasquale Festa Campanile (1967)
- Omicidio per vocazione, regia di Vittorio Sindoni (1968)
- L'amante di Gramigna, regia di Carlo Lizzani (1968)
- Liberazione film II - sfondamento, regia di Yuri Ozerov (1969)
- Waterloo, regia di Sergej Fëdorovič Bondarčuk (1970)
- Maddalena, regia di Jerzy Kawalerowicz (1971)
- Siamo tutti in libertà provvisoria, regia di Manlio Scarpelli (1971)
- Un apprezzato professionista di sicuro avvenire, regia di Giuseppe De Santis (1972)
- Milano calibro 9, regia di Fernando Di Leo (1972)
- Bronte: cronaca di un massacro che i libri di storia non hanno raccontato, regia di Florestano Vancini (1972)
- Le eccitanti guerre di Adeline, regia di Bernard Borderie (1972)
- L'affare della Sezione Speciale, regia di Costa-Gavras (1975)
- Gli esecutori, regia di Maurizio Lucidi (1976)
- Patatine di contorno, regia di Andrea Frezza (1976)
- Italia: ultimo atto?, regia di Massimo Pirri (1977)
- Holocaust 2000, regia di Alberto De Martino (1977)
- Il pentito, regia di Pasquale Squitieri (1985)
- Soldati - 365 all'alba, regia di Marco Risi (1987)
- Il muro di gomma, regia di Marco Risi (1991)
- Nel continente nero, regia di Marco Risi (1992)
- Dio c'è, regia di Alfredo Arciero (1998)
- Zora la vampira, regia dei Manetti Bros. (2000)
- L'uomo spezzato, regia di Stefano Calvagna (2005)
- Marcello Marcello, regia di Denis Rabaglia (2008)

### Televisione

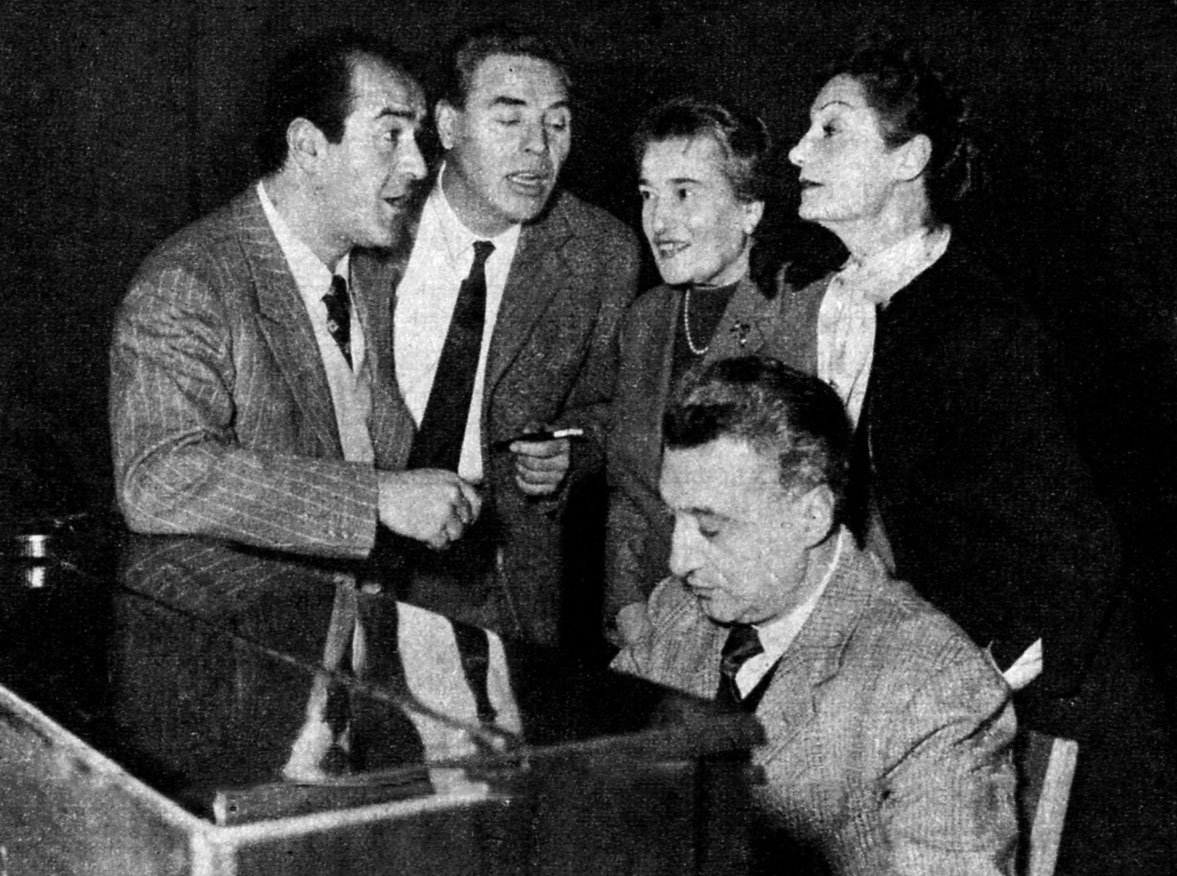
Ivo Garrani, Roldano Lupi, Vittorina Benvenuti, Claudio Fino e Sarah Ferrati durante le prove per una commedia negli studi Tv Rai 1957

- Catene, di Allan Langdon Martin, regia di Anton Giulio Majano, trasmessa il 22 maggio 1955
- L'alfiere – film TV (1956)
- Ventiquattr'ore felici, regia di Claudio Fino (1956)
- Sette piccole croci – film TV (1957)
- Capitan Fracassa – film TV (1958)
- Casa di bambola – film TV (1958)
- Umiliati e offesi – miniserie TV (1958)
- L'isola del tesoro (1959) - sceneggiato televisivo
- Ragazza mia di William Saroyan, regia di Mario Landi – miniserie TV (1960)
- Delitto e castigo – miniserie TV (1963)
- Il giornalino di Gian Burrasca – miniserie TV (1964)
- La ragione degli altri – film TV (1965)
- La resa dei conti – film TV (1969)
- Temporale di Strindberg, regia di Claudio Fino (1973)
- Jo Gaillard (6 episodi, 1975)
- Lo scandalo della banca romana, regia di Luigi Perelli – miniserie TV (1977)
- Una donna – miniserie TV (1977)
- Storie della camorra - sceneggiato televisivo (1978)
- Il delitto Notarbartolo – miniserie TV (1979)
- L'inafferrabile Rainer (L'étrange monsieur Duvallier) (1 episodio, 1979)
- La stagione delle piogge – film TV (1984)
- Aeroporto internazionale – serie TV (1987)
- Camilla, parlami d'amore – serie TV (1992)
- Piazza di Spagna – miniserie TV (1992)
- La scalata, regia di Vittorio Sindoni – miniserie TV (1993)
- In nome della famiglia – miniserie TV (1995)
- Positano – miniserie TV (1996)
- Non lasciamoci più (1 episodio, 1999)
- I giudici - Excellent Cadavers – film TV (1999)
- Senso di colpa – miniserie TV (2000)
- Il rumore dei ricordi – miniserie TV (2000)
- Un posto al sole – soap opera (2001)
- Donne di mafia – film TV (2001)
- Il papa buono – film TV (2003)
- Il mondo è meraviglioso – film TV (2005)
- Il veterinario – film TV (2005)
- Regina dei fiori – film TV (2005)
- Capri – serie TV (2006)
- Incantesimo – soap opera (2007-2008)
- L'isola dei segreti – serie TV (2009)
- L'uomo che cavalcava nel buio – film TV (2009)

## Teatro
- Giulio Cesare, di William Shakespeare, regia di Giorgio Strehler, prima al Piccolo Teatro di Milano il 20 novembre 1953.
- La moglie ideale, di Marco Praga, regia di Strehler, prima al Piccolo Teatro di Milano il 30 aprile 1954.
- Le confessioni della signora Elvira, di Mino Roli e Giancarlo Sbragia, regia di Giancarlo Sbragia, Milano, Teatro Odeon, 12 gennaio 1965.
- Il fattaccio, di Giancarlo Sbragia, regia di Giancarlo Sbragia, prima al Teatro Lirico di Milano il 26 febbraio 1968.

## Prosa radiofonica Rai
- Il cuore in tasca, commedia di Antonio Conti, regia di Guglielmo Morandi, trasmessa il 26 settembre 1949.
- L'armadietto cinese, commedia di Aldo De Benedetti, regia di Guglielmo Morandi, trasmessa il 17 ottobre 1949.
- Proibito suicidarsi in primavera, commedia di Alejandro Casona, regia di Guglielmo Morandi, trasmessa il 17 luglio 1950
- Erano tutti miei figli, di Arthur Miller, regia di Umberto Benedetto, trasmessa il 21 maggio 1951
- Sei personaggi in cerca d'autore di Luigi Pirandello, regia di Corrado Pavolini, trasmessa nel 1954.
- La sera del sabato, di Guglielmo Giannini, regia di Anton Giulio Majano, traemessa il 22 agosto 1955
- Notte alla reggia, radiodramma di Italo Alighiero Chiusano, regia di Pietro Masserano Taricco, trasmessa il 25 febbraio 1956.
- Maria Maddalena, commedia di Friedrich Hebbel, regia di Pietro Masserano Taricco, trasmessa il 6 aprile 1956
- Il grande statista, commedia di Thomas Eliot, regia di Luigi Squarzina, trasmessa il 13 aprile 1960
- Quarto piano, interno 9, di Tonino Pulci e Paola Pascolini, regia di Tonino Pulci, 30 puntate, dal 15 agosto al 20 settembre 1983.

## Doppiaggio
- Edmond O'Brien in Notre Dame, Nel 2000 non sorge il sole
- Fredric March in Anna Karenina
- John Wayne in Il primo ribelle
- Martin Balsam in L'avvertimento
- Lee Bowman in Delitto al microscopio
- Rod Steiger in Gli indifferenti
- John Payne in Non cercate l'assassino
- George Montgomery in Mani in alto!
- Fernando Rey in Tristana
- Cedric Hardwicke in Il terrore di Frankenstein
- John Barrymore in Grand Hotel, Pranzo alle otto
- Pierre Brasseur in Il bell'Antonio
- Franz-Otto Krüger in Germania anno zero
- Brian Donlevy in L'astronave atomica del dottor Quatermass
- Reg Park in Ercole alla conquista di Atlantide
- Mario Adorf in Il delitto Matteotti
- Rossano Brazzi in Romanzo d'amore
- Voce narrante in Vittorie sui mari